# Zygomyia grisescens
Zygomyia grisescens är en tvåvingeart som beskrevs av Tonnoir och Edwards 1927. Zygomyia grisescens ingår i släktet Zygomyia och familjen svampmyggor. Inga underarter finns listade i Catalogue of Life.